# تسنیم راک
تسنیم راک (متولد ۱۱ دسامبر ۱۹۷۸) یک بازیگر تلویزیون و سینما استرالیایی متولد سیدنی است. مادر راک، مارگارت راک (نویسنده) اهل اسکاتلند و پدرش، جان راک، اهل برمه است. برادر او جیمز راک است.
راک در مینی سریال شرق غرب ۱۰۱ در نقش آمینه مالک ظاهر شد، نقشی که برای آن مقداری زبان عربی و دعاهای اسلامی را به عنوان همسر کارآگاه مسلمان زین مالک یادگرفت.